# DAAN
DAAN is de artiestennaam van de Belgische singer-songwriter en muzikant Daniël (Daan) Stuyven. Wanneer hij live speelt, bestaat zijn band tegenwoordig uit:
- Daan Stuyven (gitaar, zang)
- Geoffrey Burton (gitaar)
- Ewen Vernal (basgitaar)
- Isolde Lasoen (drums)
- Jeroen Swinnen (synthesizer)
- Jo Hermans (trompet)

## Geschiedenis

### Profools
In 1999 kwam de eerste cd Profools uit. Het is een neerslag van songs die Stuyven tussen 1993 en 1999 opgenomen heeft. De invloed van Dead Man Ray, Stuyvens vorige project, is nog duidelijk voelbaar, al staan er enkele elektronische stukken in de tracklist.

### Bridge Burner
De tweede cd, Bridge Burner (2002), betekent de grote doorbraak. Dit is enerzijds te danken aan het feit dat Stuyven kiest om meer in de richting te gaan van elektronisch getinte dansmuziek. De single Swedish Designer Drugs groeit uit tot een clubklassieker en de frontman verzamelt stilaan een liveband rond zich, bestaande uit topmuzikanten als Isolde Lasoen (drums, vibrafoon en backing vocals), operazanger Gregory Frateur, Jeroen Swinnen (synthesizer en backing vocals), Steven Janssens (gitaar), Otti Van Der Werf (basgitaar) en Jo Hermans (trompet en backing vocals).

### Victory
In 2004 kwam Victory uit. DAAN gaat verder de weg op die hij met Bridge Burner insloeg maar verlegt zijn artistieke grenzen door te experimenteren met rock en dance. Ook deze cd blijkt een schot in de roos: Stuyven haalt goud en wint bovendien de ZAMU Award voor beste album van 2004. De titelsong Victory en het instrumentale dansnummer Housewife halen eveneens goud en bezorgen hem live een sterke reputatie. Hij speelt op talloze festivals, onder andere op Rock Werchter waar hij een jaar later het hoofdpodium betreedt.

### Filmmuziek
In het najaar van 2005 verscheen Cinema, een compilatie-cd met filmmuziek die Stuyven maakte voor de bioscoop- en televisiefilms Verboden te zuchten, Meisje, Un honnête commercant en Suspect.
Camera, zijn eerste dvd, kwam uit in het voorjaar van 2006 en omvat het AB-concert van december 2005, een RTBF-documentaire en enkele videoclips.

### The Player
In november 2006 verscheen het vierde album, getiteld The Player (PIAS), dat binnen een jaar goud behaalde. De gelijknamige single werd louter op basis van het aantal betaalde downloads een hit in de Ultratop 50. In de tweede single Promis Q verkent Stuyven verder de grenzen van de artistieke correctheid en slaat een brug tussen dance en Duitse schlager.

### ZAMU
Op de ZAMU Awards van februari 2007 is Stuyven de enige artiest die met vijf nominaties en twee prijzen aan de haal gaat. Zijn hit The Player wordt bekroond als beste videoclip (DoP Carl Rottiers); het publiek selecteert het nummer als de beste song van 2006.
Stuyven brengt er onverwachts de evergreen De lichtjes van de Schelde in duet met de componist Bobbejaan Schoepen, die er zelf een Lifetime Achievement ZAMU Award in de wacht sleept. In maart 2007 brengt Stuyven het lied tot in de finale van het VRT-programma Zo is er maar één, dat op zoek gaat naar het mooiste Nederlandstalige lied. Het wordt ook het vaste bisnummer tijdens een tournee in 2007, de grootste tot dan toe.
In de zomer van 2008 volgt er een extra tournee door België. In het spoor daarvan vinden een aantal concerten plaats waarin Stuyven vergeten werk uit de periode van Volt, Dead Man Ray, Supermarx en Running Cow een eigen en hedendaagse vorm geeft.

### Manhay
Op 25 april 2009 verscheen het vijfde album, Manhay. Synthesizers spelen op dit album een minder prominente rol dan op eerder werk van Stuyven. Gitaar, piano en zang voeren de boventoon. Bij de verschijning van deze nieuwe plaat hoort ook een clubtournee doorheen Vlaanderen.
Het album stond dat jaar sinds het uitkwam onafgebroken in Humo's top 20 van Belgische albums.

### Music Industry Awards
Op 8 januari 2010 waren Stuyven en de groep Absynthe Minded de grote winnaars van de MIA's 2009, met ieder vier prijzen. Stuyven won de belangrijke MIA voor beste mannelijke soloartiest en bemachtigde verder de prijzen voor beste auteur/componist, beste videoclip met Exes en beste grafisch ontwerp met Manhay. Voor de MIA's 2010 was Stuyven opnieuw bij de winnaars. Op 7 januari 2011 behaalde hij de belangrijke MIA voor beste mannelijke soloartiest, net als het jaar ervoor. Hij kreeg tevens op 9 februari 2014 de MIA voor "Beste Alternatieve Muziek 2013".

### Simple
Dit album werd uitgebracht op 26 november 2010. Het bevat voornamelijk herwerkte versies van oudere nummers van DAAN en twee nieuwe nummers (Protocol en I'm What You Need). Alle nummers worden uitgevoerd door Daan (zang, piano, gitaar), Isolde Lasoen (drum, zang) en cellist Jean-François Assy (cello, backing vocals). Bij het album hoort ook een theatertour, weliswaar zonder de volledige liveband, maar met Stuyven, Lasoen en Assy.

### Concert en Le Franc Belge
In 2011 kwam het album Concert uit. In april 2013 volgt het album Le Franc Belge. Voor dit laatste album ontving DAAN een gouden plaat nadat deze ook drie weken het best verkochte album in Vlaanderen was. Aanvankelijk had Stuyven het plan om deze plaat te laten produceren door de Amerikaanse producer Van Dyke Parks, bekend als de producer van The Beach Boys. Ondanks wederzijdse interesse bleek dit plan te prijzig en werd het album geproduceerd door bandlid Jeroen Swinnen.

### Jaren 2010
DAAN gaf in december 2011 een dakconcert voor de laatste editie van Music for life.
In augustus 2013 was er een incident toen Stuyven dronken op het podium stond op het festival Linkerwoofer. Na een half uur stapten de bandleden op en werd het concert stilgelegd.
Hij was in 2018 een van de tientallen artiesten uit allerlei landen die zijn handtekening zette onder een open brief in de Engelse krant The Guardian gericht aan de organisatoren van het Eurovisiesongfestival dat in 2019 in Israël gehouden moet gaan worden. In de brief vraagt men dringend het songfestival in een ander land te houden waar de mensenrechten beter geëerbiedigd worden: Zolang de Palestijnen geen vrijheid, gerechtigheid en gelijke rechten genieten, kan er geen sprake zijn van "business as usual" met een staat die hen hun basisrechten onthoudt.

### Liefde Voor Muziek
In 2023 nam Daan samen met K3, Portland, Jaap Reesema, Metejoor, Stef Bos en Günther Neefs deel aan het negende seizoen van Liefde Voor Muziek.
DAAN heeft enkele keren samengewerkt met Glints. Daan Stuyven was te horen op Glints' album The Dark!, en samen brachten ze op Rock Werchter 2024 het nummer (Not A) Housewife, een bewerking van DAAN's nummer Housewife. Dit nummer is later als single uitgebracht.

## Discografie

### Albums
| Album met hitnotering(en) in de Vlaamse Ultratop 200 albums | Datum van verschijnen | Datum van binnenkomst | Hoogste positie | Aantal weken | Opmerkingen |
| ----------------------------------------------------------- | --------------------- | --------------------- | --------------- | ------------ | ----------- |
| Bridge Burner                                               | 21-06-2002            | 24-08-2002            | 45              | 11           |             |
| Victory                                                     | 26-04-2004            | 01-05-2004            | 2               | 85           |             |
| Cinema                                                      | 11-11-2005            | 19-11-2005            | 28              | 12           |             |
| The Player                                                  | 06-11-2006            | 11-11-2006            | 2               | 40           | Goud        |
| Manhay                                                      | 24-04-2009            | 02-05-2009            | 2               | 59           | Goud        |
| Simple                                                      | 22-11-2010            | 04-12-2010            | 2               | 47           | Platina     |
| Concert                                                     | 14-11-2011            | 26-11-2011            | 31              | 27           |             |
| Le Franc Belge                                              | 18-04-2013            | 27-04-2013            | 1(3wk)          | 66           | Goud        |
| Total                                                       | 16-12-2014            | 20-12-2014            | 89              | 5            |             |
| The Mess                                                    | 20-02-2015            | 28-02-2015            | 5               | 29           |             |
| Nada                                                        | 18-11-2016            | 26-11-2016            | 9               | 29           |             |
| The Ride                                                    | 11-11-2022            | 19-11-2022            | 13              | 13           |             |

### Singles
| Single met hitnotering(en) in de Vlaamse Ultratop 50 | Datum van verschijnen | Datum van binnenkomst | Hoogste positie | Aantal weken | Opmerkingen                                  |
| ---------------------------------------------------- | --------------------- | --------------------- | --------------- | ------------ | -------------------------------------------- |
| Swedish designer drugs                               | 2002                  | 21-09-2002            | tip6            | -            |                                              |
| Love                                                 | 2003                  | 15-02-2003            | tip13           | -            |                                              |
| Victory                                              | 2004                  | 13-03-2004            | tip7            | -            |                                              |
| Housewife                                            | 2004                  | 05-06-2004            | tip4            | -            |                                              |
| Addicted                                             | 2004                  | 18-12-2004            | 40              | 4            |                                              |
| Type ex / Ex type                                    | 2005                  | 09-07-2005            | tip2            | -            |                                              |
| J'ai fait un rêve / I had a dream                    | 2005                  | 09-07-2005            | 32              | 13           | met Axelle Red / Nr. 20 in de Radio 2 Top 30 |
| The player                                           | 2006                  | 25-11-2006            | 11              | 15           |                                              |
| Promis Q                                             | 2007                  | 27-01-2007            | tip4            | -            |                                              |
| Exes                                                 | 23-03-2009            | 25-04-2009            | 17              | 15           | Nr. 17 in de Radio 2 Top 30                  |
| Crawling from the wreck                              | 20-07-2009            | 15-08-2009            | tip6            | -            |                                              |
| Icon                                                 | 19-10-2009            | 14-11-2009            | 2               | 31           | Nr. 2 in de Radio 2 Top 30 / Goud            |
| Wifebeater                                           | 22-11-2010            | 04-12-2010            | tip4            | -            | Nr. 12 in de Radio 2 Top 30                  |
| I'm what you need                                    | 23-05-2011            | 11-06-2011            | tip32           | -            |                                              |
| Victory (live at Flagey 2011)                        | 2011                  | 26-11-2011            | tip71           | -            |                                              |
| La chatte                                            | 11-03-2013            | 23-03-2013            | tip11           | -            | met Buscemi                                  |
| Everglades                                           | 01-04-2013            | 13-04-2013            | 26              | 8            | Nr. 28 in de Radio 2 Top 30                  |
| La crise                                             | 17-08-2013            | 19-10-2013            | 31              | 5            |                                              |
| Parfaits mensonges                                   | 01-04-2013            | 07-12-2013            | tip19           | -            |                                              |
| The kid                                              | 07-04-2014            | 12-04-2014            | tip7            | -            |                                              |
| The mess                                             | 23-02-2015            | 28-02-2015            | tip10           | -            |                                              |
| Sell yourself                                        | 16-11-2015            | 21-11-2015            | tip48           | -            |                                              |
| Friend                                               | 24-10-2016            | 05-11-2016            | tip1            | -            |                                              |